# كارل إتش جون
كارل إتش جون (بالإنجليزية: Carl H. June)‏ هو عالم مناعة ومشاهير وأستاذ جامعي وكاتب أمريكي، ولد في 1953.